# Ituero y Lama
Ituero y Lama település Spanyolországban, Segovia tartományban.  Lakosainak száma 448 fő (2024).

## Népesség
A település népessége az elmúlt években az alábbi módon változott:
| Lakosok száma | 77   | 105  | 154  | 313  | 362  | 365  | 349  | 378  | 424  | 448  |
|               | 2001 | 2004 | 2007 | 2009 | 2012 | 2014 | 2017 | 2019 | 2022 | 2024 |